# 知内町

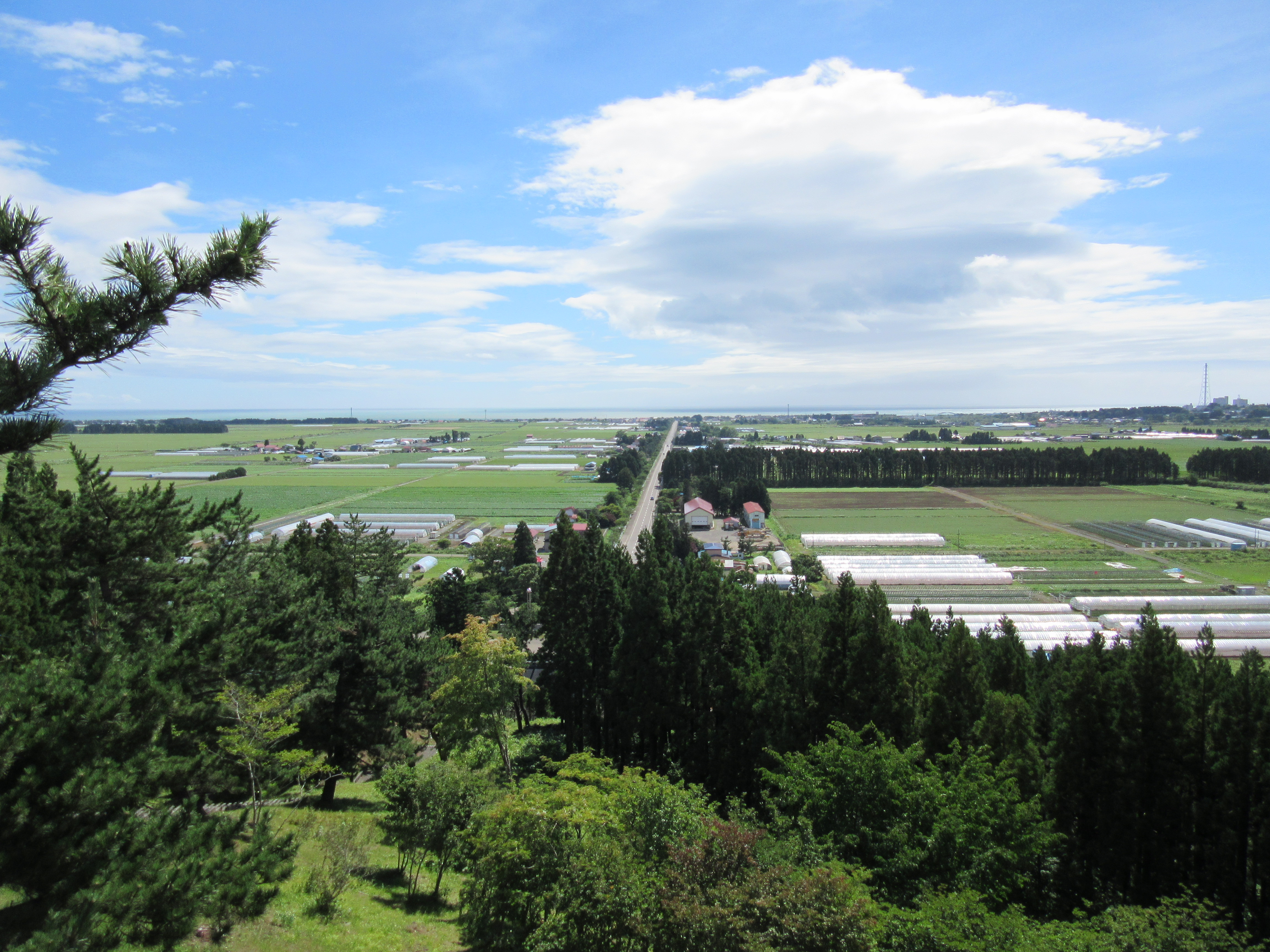
重内神社参道から知内町中心部を望む

知内町（しりうちちょう）は、北海道南西部（道南地方）の渡島総合振興局管内に属する町。

## 概要
渡島管内、渡島半島南西部に位置する。東部は津軽海峡に面し、西部及び南部は山岳。町中心を東西に知内川が流れ、下流域に知内市街がある。
川及び沿岸に沿って国道228号が走るほか、北海道新幹線・海峡線が町内を通過し、旅客駅は設置されていないが湯ノ里地区に青函トンネルの北海道側坑口が設けられている。

### 町名の由来
アイヌ語の「チㇼオッイ（cir-ot-i）」、転訛して「チロチ（cir-oci）」（鳥・群居する・ところ）より。松前藩の主要財源の一つであった、徳川将軍家に献上する15羽の鷹狩り用鷹の産地であり、その半数以上は知内で捕獲したものと言われている。

## 地理

### 地形

#### 山地
主な山
- 桂岳(734m)
- 七ツ岳(957m)
- 燈明岳（577m)
- 兵隊山(300m程度。涌元地区）

#### 河川
主な川
- 知内川
- 頃内川

#### 湖沼
主な湖
- 知内ダム

#### 海岸
主な岬
- 狐越岬
- 矢越岬

### 人口
| |                                        |  |
| 知内町と全国の年齢別人口分布（2005年） | 知内町の年齢・男女別人口分布（2005年） |  |
| ■紫色 ― 知内町 ■緑色 ― 日本全国 | ■青色 ― 男性 ■赤色 ― 女性              |  |
| 知内町（に相当する地域）の人口の推移 \| 1970年（昭和45年） \| 7,213人 \| \| \| 1975年（昭和50年） \| 6,980人 \| \| \| 1980年（昭和55年） \| 7,363人 \| \| \| 1985年（昭和60年） \| 7,380人 \| \| \| 1990年（平成2年） \| 6,383人 \| \| \| 1995年（平成7年） \| 6,150人 \| \| \| 2000年（平成12年） \| 5,832人 \| \| \| 2005年（平成17年） \| 5,447人 \| \| \| 2010年（平成22年） \| 5,075人 \| \| \| 2015年（平成27年） \| 4,653人 \| \| \| 2020年（令和2年） \| 4,167人 \| \| |                                        |  |
| 総務省統計局 国勢調査より |                                        |  |
| 1970年（昭和45年） | 7,213人                                |  |
| 1975年（昭和50年） | 6,980人                                |  |
| 1980年（昭和55年） | 7,363人                                |  |
| 1985年（昭和60年） | 7,380人                                |  |
| 1990年（平成2年） | 6,383人                                |  |
| 1995年（平成7年） | 6,150人                                |  |
| 2000年（平成12年） | 5,832人                                |  |
| 2005年（平成17年） | 5,447人                                |  |
| 2010年（平成22年） | 5,075人                                |  |
| 2015年（平成27年） | 4,653人                                |  |
| 2020年（令和2年） | 4,167人                                |  |

### 隣接自治体
渡島総合振興局
- 上磯郡：木古内町
- 松前郡：福島町

檜山振興局
- 檜山郡：上ノ国町

## 歴史

### 古代
- 縄文時代より栄えた。装飾、玉石が発見されている。

### 中世
室町時代
- 1457年（康正3年）：コシャマインの乱が起こる。

### 近世
江戸時代
- 1618年（元和4年）：雷荒神社の創建。
- 1845年（弘化2年）：松浦武四郎の踏査。

### 近代
明治
- 1888年（明治21年）：知内村ほか1村戸長役場を設置。
- 1906年（明治39年）：上磯郡小谷石村（こたにいし）、上磯郡涌元村（わきもと）知内村が合併。二級町村制により、上磯郡知内村となる。

### 現代
昭和
- 1967年（昭和42年）：町制施行により、知内町となる。

## 対外関係

### 姉妹都市・提携都市

#### 国内
- 今別町（東北地方 青森県 東津軽郡）

## 施設

### 警察
- 木古内警察署[3]
  - 知内駐在所
  - 涌元駐在所

### 郵便局
主な郵便局
- 知内郵便局
- 湯ノ里郵便局

※ 知内町内の集配業務は木古内郵便局が担当
郵便番号
- 郵便番号 - 049-11XX（03重内 06元町 05小谷石 01中の川 07上雷 02森越 04涌元）

## 経済

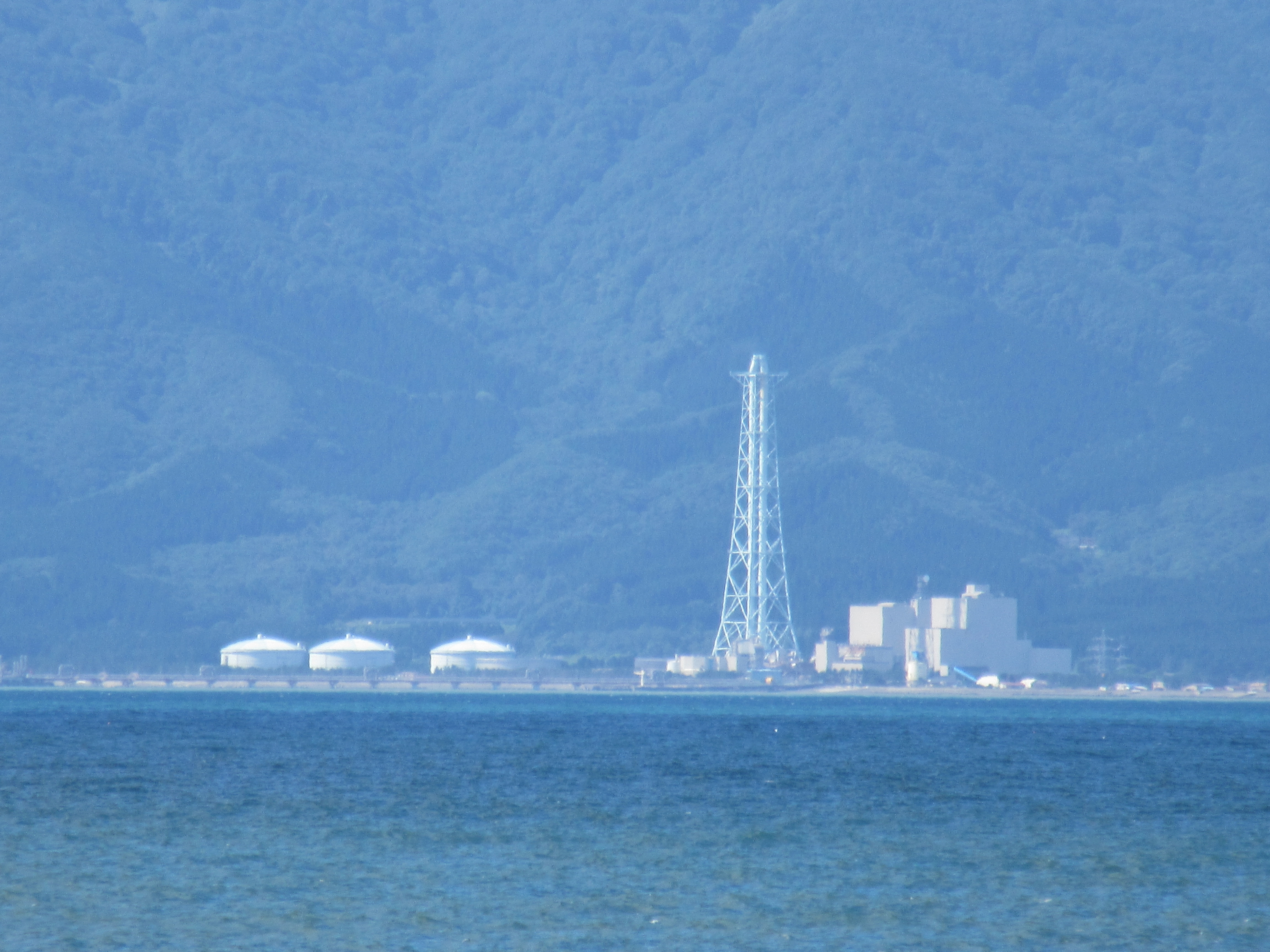
知内発電所

基幹産業は稲作、漁業、林業など。また元町地区には、重油とオリマルジョンを燃料とした北海道電力知内発電所（総出力70万kW）がある。

### 第一次産業

#### 漁業
現在では養殖漁業が盛んに行われている。
- カキ
- ホタテ
- コンブ
- ウニ

主な漁港
- 中ノ川漁港
- 涌元漁港
- 小谷石漁港

#### 農業
2015年（平成27年）の農業生産額約18億円。
- ニラ - 1971年（昭和46年）に試験栽培が始まり、2015年（平成27年）は約1705トンで販売額約11.75億円と、北海道内一の生産量を誇り、農業生産額の半分以上を占める[4]。

#### 農協・漁協
- 新函館農業協同組合（JA新はこだて）知内支店
- 上磯郡漁業協同組合
- 北海道農業共済組合（NOSAI北海道）道南南部家畜診療所南渡島分室

### 第三次産業

#### 物流
- ヤマト運輸：函館主管支店木古内センター（木古内町）
- 佐川急便：函館営業所（函館市）
- 日本通運：函館支店自動車営業課（函館市）

#### 金融機関
- 道南うみ街信用金庫知内支店

## 情報・通信

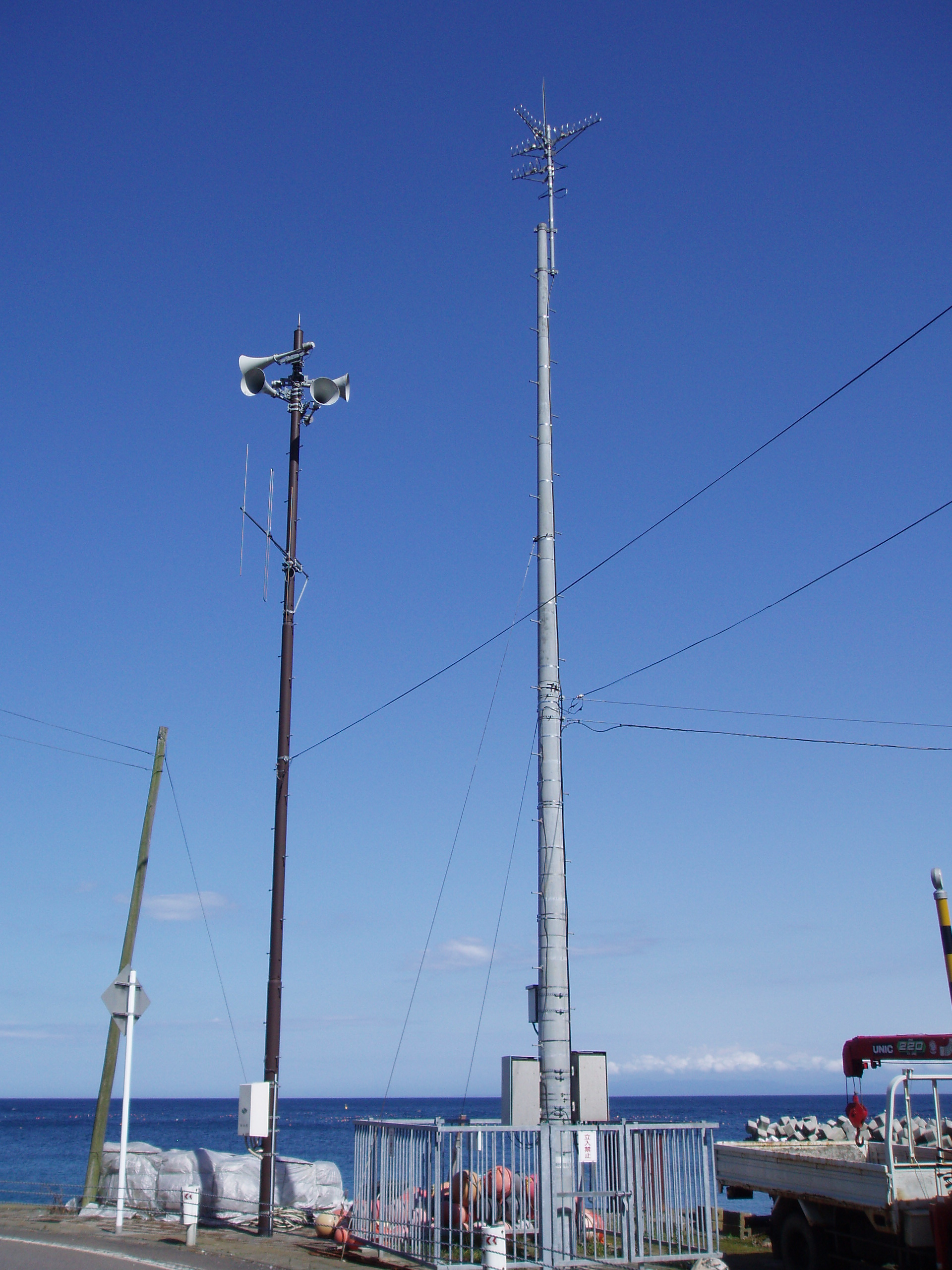
知内小谷石中継局

### マスメディア

#### 中継局
- 知内小谷石中継局

## 生活基盤

### ライフライン

#### 電力
- 北海道電力

発電所
- 知内発電所

## 教育

### 高等学校
町立
- 北海道知内高等学校

### 中学校
町立
- 知内町立知内中学校

### 小学校
- 知内町立知内小学校
- 知内町立湯ノ里小学校
- 知内町立涌元小学校

### 幼児教育

#### 幼稚園
- 知内幼稚園

## 交通

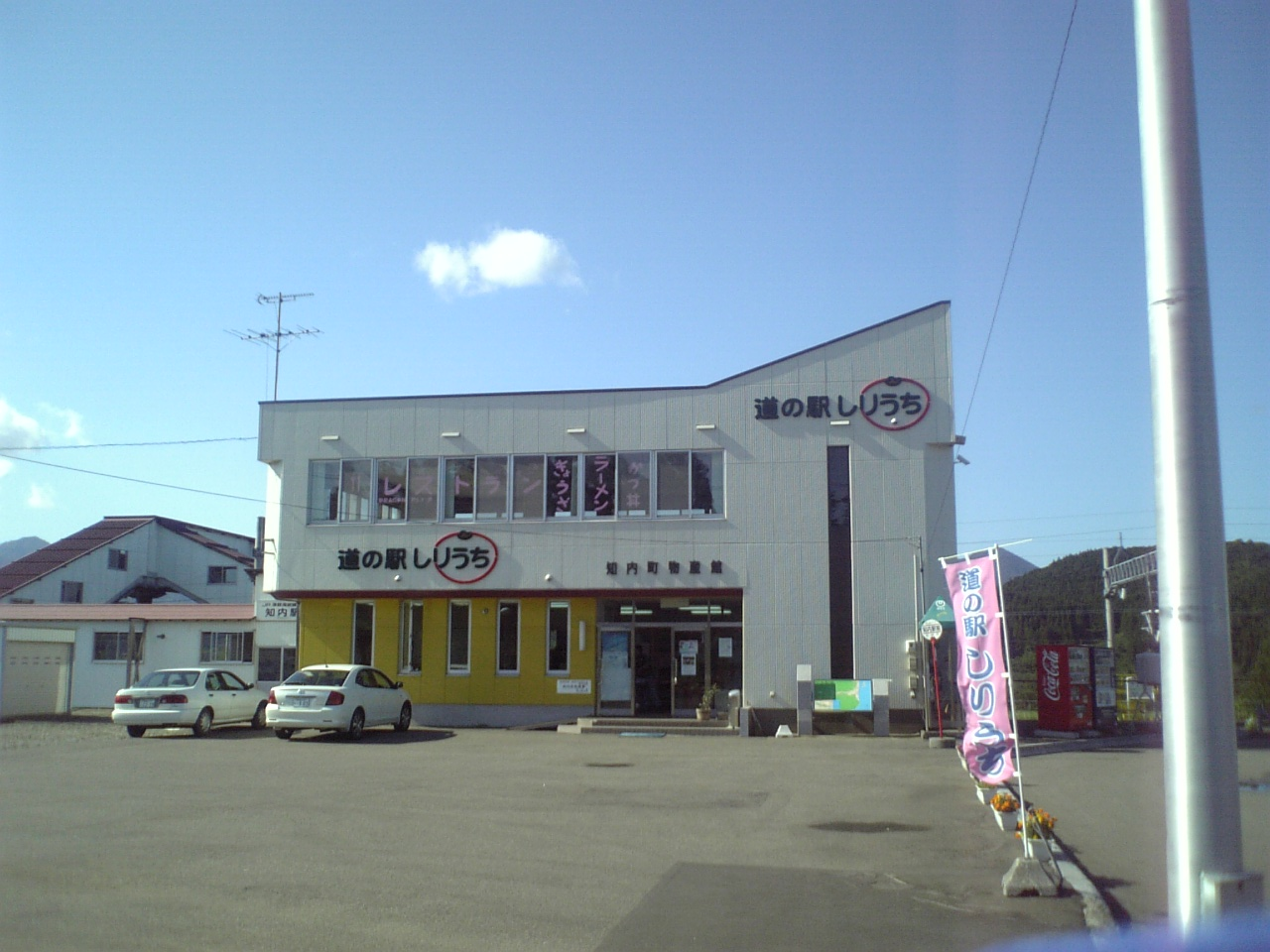
道の駅しりうち

国道228号線により、木古内町、北斗市、函館市、福島町、松前町、江差町に行ける。

### 鉄道

#### 鉄道路線
当町内を北海道旅客鉄道（JR北海道）北海道新幹線・海峡線が横切っているが、旅客駅は存在しない。鉄道を利用する場合の最寄り駅は、北海道新幹線および道南いさりび鉄道道南いさりび鉄道線木古内駅。

#### 廃線
かつては海峡線に知内駅があったが、2014年（平成26年）3月15日に旅客駅としては廃止された。2016年（平成28年）3月26日の北海道新幹線の開通に伴い旧・知内駅と同一地点に湯の里知内信号場が開設された。
海峡線開通より以前にはJR北海道松前線が通じており、町内に森越駅、渡島知内駅、重内駅、湯ノ里駅が設置されていたが、こちらは1988年（昭和63年）2月1日に全線廃止された。

### バス

#### 路線バス
- 函館バス - 知内出張所を設置。松前線代替バスや函館方面への路線がある。
- 知内町デマンドバス - 中ノ川線、上雷・湯ノ里線、小石谷線の3路線が設定されている。函館バス知内出張所より接続[5]。

### 道路

#### 国道
- 国道228号

#### 道道
一般道道
- 北海道道531号小谷石渡島知内停車場線 - 小谷石地区への道路。小谷石を過ぎると行き止まり
- 北海道道698号湯の里渡島知内停車場線 - 湯ノ里より知内町旧渡島知内駅（現在 函館バス知内出張所）
- 北海道道812号館町福島線 - この道路は一部未開通

### 道の駅
- 道の駅しりうち - 青函トンネルの出入り口にあり、北海道新幹線の開業に向け、屋上に新幹線の展望スペースを整備

。

## 観光

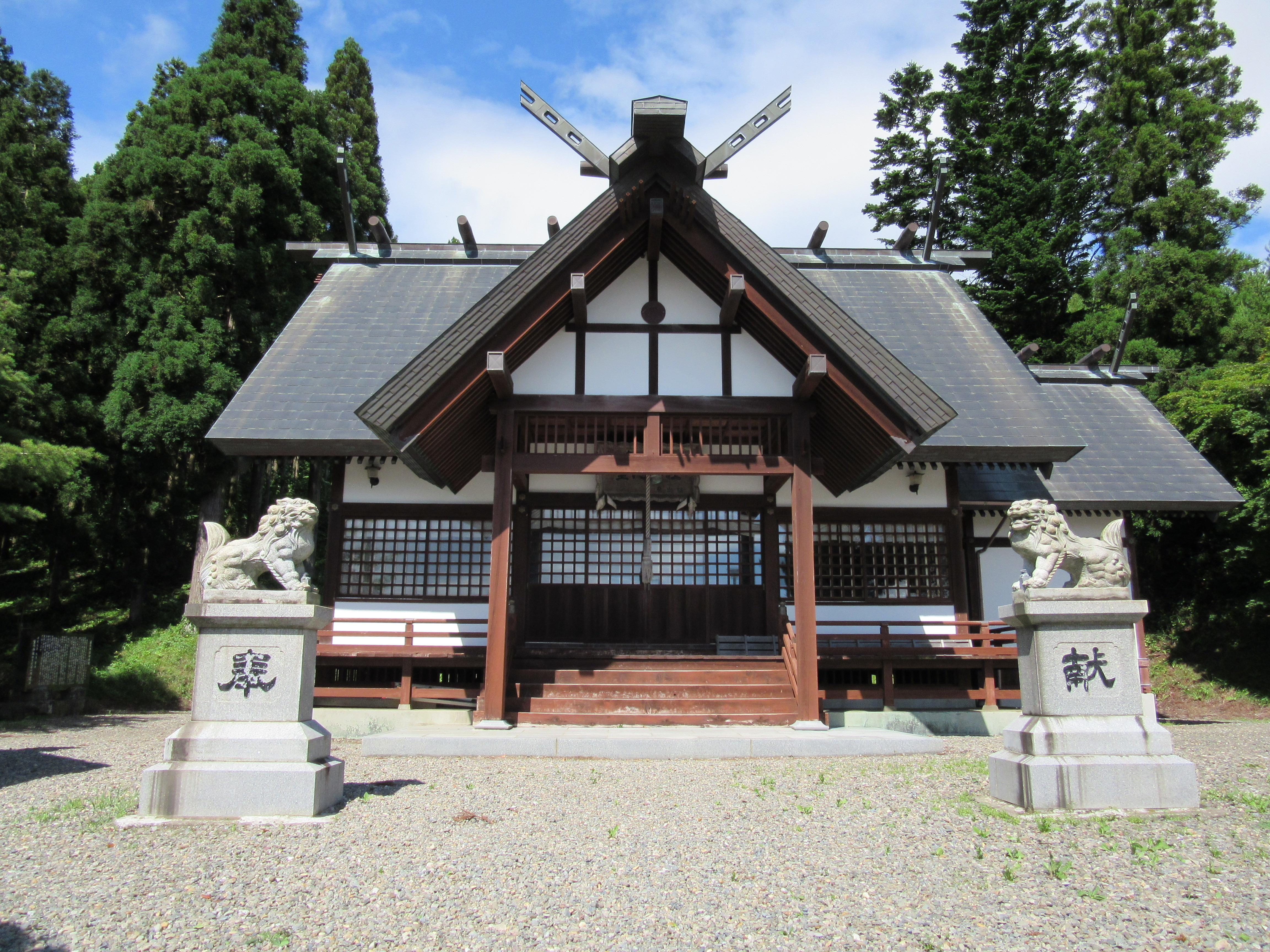
重内神社本殿

### 文化財

#### 重要文化財
- 北海道湯の里4遺跡土壙出土品
旧石器時代の遺物一括。遺跡には人間の「墓」としては日本最古のものと見なされる遺構を含む。
1991年、重要文化財に指定。

### 観光スポット
- 松前・矢越道立自然公園
- 知内温泉

## 文化・名物

### 祭事・催事
- サマーカーニバル in 知内 - 毎年8月14日
- しりうち大漁まつり - 8月中旬
- しりうち味な合戦冬の陣 カキニラまつり - 2月中旬

## 出身関連著名人

### 出身著名人
- 北島三郎（歌手）
- 松前ひろ子（歌手、北島三郎のいとこ）
- 小野直広（心理学者）
- 横山朝覧（皮工芸作家）

### ゆかりがある著名人
- 山本鉄弥（知内高等学校元野球部監督） - 出身は亀田郡椴法華村。
- 三山ひろし（歌手）- 出身は高知県南国市。妻の母が松前ひろ子。